# Johannes Linder

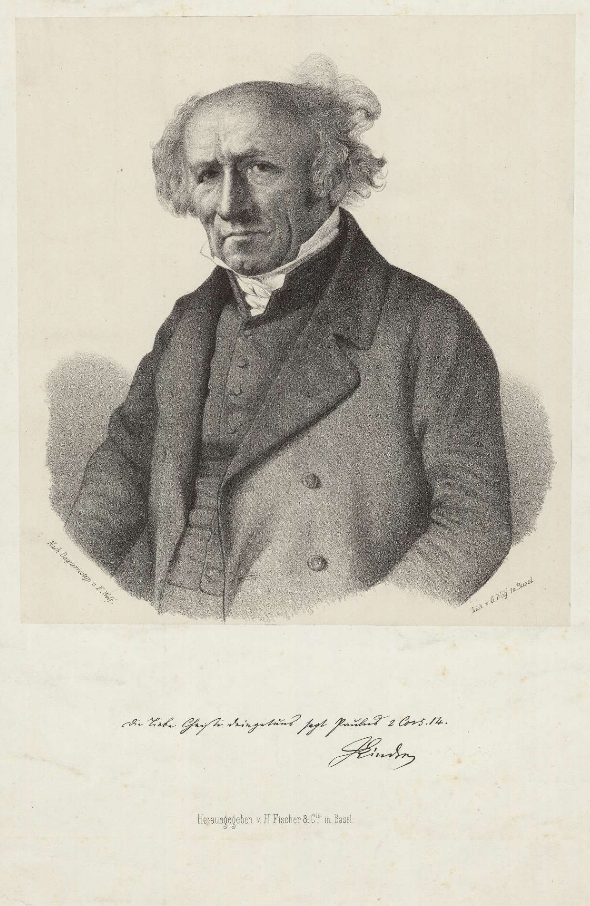
Johannes Linder

Johannes Linder (* 25. Juli 1790 in Basel; † 10. Dezember 1853 ebenda) war ein Schweizer evangelisch-reformierter Pfarrer und Schulmann.

## Leben
Johannes Linder, Sohn des Emanuel Linder und der Susanne Schorndorff, heiratete 1816 Anna Katharina Merian von Basel. Nach dem Abschluss des Theologiestudiums 1811 in Basel arbeitete er von 1813 bis 1822 als Pfarrer in Ziefen (BL). Ab 1822 war er Dekan des Waldenburger Kapitels. Auf seinen Reisen ins Ausland besucht er u. a. 1830 Johann Wolfgang von Goethe in Weimar. In Folge der Wirren um die Kantonsteilung in Basel, bei denen er sich auf die Seite der Stadt Basel stellt, musste er Ziefen am 4. August 1833 verlassen. Zwischen 1834 und 1836 arbeitete Linder kurzzeitig als Direktor der Erziehungsanstalt in Montmirail (NE), danach von bis ans Ende seines Lebens als Obersthelfer in Basel (1838–1853).

## Leistungen
Linder engagierte sich als Förderer des Schulwesens, führte neue Lehrmethoden sowie regelmässig stattfindende Lehrerkonferenzen ein und initiierte eine neue Schulordnung.